# Hermya varipes
Hermya varipes là một loài ruồi trong họ Tachinidae.